# Новиград (Задарска жупанија)
Новиград је насељено место и седиште истоимене општине у Задарској жупанији, Република Хрватска.

## Историја
У близини се 1515. одиграла битка код Новиграда између хрватске банске војске и Турака. До територијалне реорганизације у Хрватској налазио се у саставу бивше велике општине Задар. Новиград се од распада Југославије до јануара 1993. године налазио у Републици Српској Крајини.

## Становништво
На попису становништва 2011. године, општина Новиград је имала 2.375 становника, од чега у самом Новиграду 534.

## Попис 1991.
На попису становништва 1991. године, насељено место Новиград је имало 640 становника, следећег националног састава:
| Попис 1991.‍  | Попис 1991.‍  | Попис 1991.‍ | Попис 1991.‍ | Попис 1991.‍ |
| ------------ | ------------ | ----------- | ----------- | ----------- |
|              |              |             |             |             |
| Хрвати       | Хрвати       |             | 622         | 97,18%      |
| Албанци      | Албанци      |             | 3           | 0,46%       |
| Мађари       | Мађари       |             | 2           | 0,31%       |
| Југословени  | Југословени  |             | 1           | 0,15%       |
| Словенци     | Словенци     |             | 1           | 0,15%       |
| Срби         | Срби         |             | 1           | 0,15%       |
| остали       | остали       |             | 1           | 0,15%       |
| неопредељени | неопредељени |             | 4           | 0,62%       |
| регион. опр. | регион. опр. |             | 1           | 0,15%       |
| непознато    | непознато    |             | 4           | 0,62%       |
| укупно: 640  |              |             |             |             |